# James M. Powell
James Matthew Powell (* 9. Juni 1930 in Ohio; † 27. Januar 2011) war ein US-amerikanischer Historiker.
James M. Powell machte 1953 den Bachelor und 1955 den Master an der Xavier University. Er studierte von 1955 bis 1957 mittelalterliche Geschichte an der University of Cincinnati. 1957 wechselte er an die Indiana University. Dort folgte 1959 der Ph.D. unter der Betreuung von Arthur Hogue mit der Arbeit The Economic Policy of Frederik II in the Kingdom of Sicily. Mit dieser Studie begann sein langanhaltendes Interesse für die mittelalterliche Geschichte Italiens. Seine Lehrtätigkeit begann er 1959 an der Kent State University, 1961 wechselte er an die University of Illinois. Powell lehrte als Professor für mittelalterliche Geschichte an der Syracuse University von 1965 bis zu seiner Emeritierung 1997, zunächst als assistant Professor, seit 1967 als associate Professor und seit 1972 als ordentlicher Professor.  
Sein Forschungsschwerpunkt war das Zeitalter der Kreuzzüge. 1971 legte er eine englische Übersetzung der Konstitutionen von Melfi vor. Es war die erste Übersetzung vom Lateinischen in einer modernen Sprache. Powell publizierte zahlreiche Studien über die Päpste Innozenz III. und Honorius III. 2004 folgte eine Übersetzung der Gesta innocentii (The Deeds of Pope Innocent III). Er war Mitglied im Institute for Advanced Study (1989/1990) in Princeton, Präsident der American Catholic Historical Association (2007) und Gründer der Midwest Medieval History Conference. 1998 wurde er Corresponding Fellow der Royal Historical Society. Er war von 1993 bis 1995 Präsident der Society for Italian Historical Studies. Für seine Darstellung Anatomy of a Crusade, 1213–1221 wurde ihm 1987 der John Gilmary Shea Prize der American Catholic Historical Association verliehen. 2007 wurden seine Aufsätze in dem Sammelband The Crusades, the Kingdom of Sicily, and the Mediterranean herausgegeben. Powell gilt als Begründer moderner, quellenbasierter Ranke-Forschung. Die Ranke Bibliothek mit seinen Quellen und Quelleneditionen war einst die größte Privat-Bibliothek Berlins und wurde nach dem Tod Leopold von Rankes an die Syracuse University verkauft. Sie war seit 1888 ein Bestandteil der Syracuser Universitätsbibliothek, jedoch über mehrere Generationen nicht mehr gepflegt worden. Powell gelang es seit 1970 in jahrelanger Arbeit die Bibliothek zu erneuern und der Öffentlichkeit auch online zugänglich zu machen. 2011 verstarb er an den Verletzungen eines Autounfalls. 

## Schriften
- The Crusades, the Kingdom of Sicily, and the Mediterranean. Farnham 2007, ISBN 978-0-7546-5917-4.
- Anatomy of a crusade, 1213–1221. Philadelphia 1990, ISBN 0-8122-8025-3.